# Alain Lévêque
Alain Lévêque est un écrivain français né le 7 mai 1942 à Paris.

## Biographie
Alain Lévêque est né à Paris en 1942.  Il partage son temps entre Paris et le Quercy. Après des études de lettres modernes à la Sorbonne et divers emplois dans l’édition (Encyclopédie Grolier), il a travaillé à l’Unesco une vingtaine d’années, au courrier de l’Unesco en tant que rédacteur principal de l’édition en langue française, puis à la division des droits de l’homme et de la lutte contre la discrimination et le racisme.
Il a collaboré à plusieurs revues, notamment : Port-des-Singes, Sud, Solaire, Recueil, Légendes, l’Atelier contemporain, Écriture, Théodore Balmoral, la NRF, la Revue de Belles-Lettres, Arpa, Missives.
Il a également publié des études et des préfaces relatives à des écrivains (Yves Bonnefoy, André Frénaud, Jean Follain, Jourdan, Gustave Roud, Marcel Arland, Georges Borgeaud, Anne Perrier, François Debluë) et à des peintres (Pierre Bonnard, Homer, Gérard de Palézieux, Sallard, Hollan, Yves Lévêque).

## Œuvres
- L'Espoir musicien, éditions de la Coopérative, 2021 (reprend dans un ensemble plus vaste les poèmes parus dans la plaquette Chez Véronèse).
- Chez Véronèse, poèmes, le phare du cousseix, 2016.
- Pour ne pas oublier, La Bibliothèque, 2014.
- Manquant tomber, poèmes, L'Escampette Éditions, 2011.
- D’un pays de parole, Verdier, 2005
- Bonnard, la main légère, Verdier, 2006.
- Poésie prétexte, Trois soirées autour d’Anne Perrier, avec Frédéric Wandelère et Jean-Pierre Jossua, La Dogana, 2000.
- Grains de terre, La Bibliothèque des Arts, 1999.
- Bonnard, la main légère, Verdier, Collection « Deyrolle », 1994.
- Le Ruisseau noir, Verdier, Collection « Deyrolle », 1993.
- La Maison traversée, Verdier, Collection « Deyrolle », 1992.